# 兰新客运专线
兰新客运专线，又稱兰新高铁、建成初期名称兰新铁路第二双线，是中国一条连接甘肃省兰州市与新疆维吾尔自治区乌鲁木齐市的高速铁路，也是“八纵八横”快速客运通道中陆桥通道的重要组成部分。兰新客运专线起自甘肃省境内兰州西站，途径青海省西宁，甘肃省张掖、酒泉、嘉峪关，新疆维吾尔自治区哈密、吐鲁番，至最终引入乌鲁木齐站，全长1786千米，现阶段设23个车站（不含预留站），设计最高速度为250千米/小时。线路在兰州西站连接陆桥通道徐兰高速铁路，构成从乌鲁木齐至连云港長達三千多公里的高速铁路。2017年4月28日，兰新客运专线新疆段各车站单日发送旅客达到10078人次，首次超过1万人次。截至2019年7月，兰新客运专线的乌鲁木齐至哈密段运营速度250千米/小时，哈密至西宁200千米/小时，西宁至兰州西因张家庄隧道灾害限速运营。2022年1月8日，因青海门源地震，兰新客专隧道群受损严重，导致兰新客专中断运营，直至2023年7月1日恢復通車。

## 建设历程及运营
2009年6月，兰新客运专线于获中国国务院批复，据悉该线路建成后，新疆到北京、上海、广州的运行时间将压缩到四分之一，实现夕发朝至。
2009年11月4日，正式开工建设，计划工期5年，设计时速约为300公里每小时。
2014年5月15日，用于“试跑”的CRH2型动车组检测车型号CRH2-061C抵达乌鲁木齐。
2014年6月3日，新疆段进入联调联试阶段。
2014年9月9日，青藏铁路公司开始兰新客专（青藏铁路公司管段）的联调联试工作。
2014年11月16日，乌鲁木齐南站至哈密段开通运营，成为兰新客专第一个开通运营的区间段。
2014年11月26日，兰新客专（青海段）开始进行运行试验。
2014年12月26日，全线开通运营，乌鲁木齐南站到兰州西开行两列直通动车组，两地间的旅行时间由18小时缩短至12小时左右。（实际除兰州西站外，截止2022年4月，乌鲁木齐并未能开行至北京、上海、广州等地的动车组列车，而使用中国铁路25T型客车运行于兰新客专），现有兰新铁路复线以货运为主。
2015年12月10日，CRH2G型动车组列车首次在新疆乌鲁木齐动车所亮相。据官方称CRH2G型动车组具有耐高寒、抗风沙、耐高温、适应高海拔、防紫外线等特点，还能经受±40℃的高寒高温、在11级大风下安全运行，适合兰新客运专线的气候条件。但实际运营中，由于该车型功率较小，无法适用于兰新客专大长坡道的运营要求，CRH2G型动车组逐步从乌鲁木齐铁路局转配至西安铁路局与昆明铁路局。
2016年1月18日，兰新客专民和南站至乐都南站区间1759公里+428米处的张家庄隧道发生地质灾害，造成接触网故障，致使兰新客专于2月20日22时58分停止供电运行，直至5月1日兰新客专全面恢复运行。
2016年7月15日，连续降雨路基受损，部分列车迁回运输,动车单线运行，2016年9月恢复,但通过速度限速60km/h。
2016年8月12日，乌鲁木齐站正式投入运营，所有动车组列车由原先的乌鲁木齐南站改为乌鲁木齐站始发终到。
2018年9月1日起，所有进出疆列车不再停靠乌鲁木齐南站，客运业务转由乌鲁木齐站承担。
2018年12月24日，所在山体发生变形,2018年12月25起，兰州西至西宁段暂停运营，由于张家庄隧道病害需长期整治，仅开通西宁至乌鲁木齐南段。整修至2020年10月11日恢复运营。
2020年10月10日，兰新客运专线兰州西至西宁段恢复运营。
2020年10月11日，乌鲁木齐至西安间首次开行动车组列车，全程最短用时13小时15分钟。这是兰新客专开通6年后，开行的第二趟出疆方向动车组列车，标志着兰新客专开始进入全国高铁网络。
2021年6月1日，因西宁至兰州段张家庄隧道报警，兰新客专再次停运。本次检修长达近两年时间。
2021年7月1日，西安北站至乌鲁木齐站的D2708/D2701次动车组列车更换成CRH5E型卧铺动车组。
2021年12月5日，兰新客专山丹马场站正式通车运营，为世界海拔最高高铁站。
2022年1月8日，青海门源县发生6.9级地震，震中位于青海、甘肃两省交界处，此后又发生5.1级、5.2级强余震，地震造成兰新客专隧道群发生局部塌方、铁轨变形、桥梁倾斜，局地交通、市政等基础设施受损严重，是1月份损失最重的自然灾害。兰新客专浩门至清水北区段封锁，山丹马场站停用。
2022年1月19日，乌鲁木齐站至张掖西站区段恢复D56/5次动车组列车1对，临时加开张掖西至嘉峪关南D9051/2次动车组列车1对，兰州铁路局管内张掖西站、临泽南站、高台南站、酒泉南站、嘉峪关南站恢复办理客运业务。2月16日至20日，兰州西至西宁间D55次恢复开行，车次改为D4931次。张掖至青海段暂无高铁运营。
2022年3月24日，兰新高铁提质达速工程项目张家庄隧道绕避改线工程开工，改建长度5.22公里，工期579天；西宁至张掖段隧道原位复旧整治和桥梁重建工程同步实施，建设工期8个月，在此期间经过兰州西至西宁区段的列车借道兰青铁路运行。
2022年4月10日起，乌鲁木齐南站恢复办理客运业务，5对客车恢复办理旅客乘降业务。
2022年8月7日，兰新客专门源震灾整治项目主体工程顺利完工。
2022年9月15日，兰新客专恢复开行兰州西至乌鲁木齐、敦煌、嘉峪关南、玉门，嘉峪关南至西安北，西安北至敦煌，张掖西至西安北，乌鲁木齐至西安北、兰州西方向列车9.5对。据中新社9月1日报道，截至目前，因地震灾害受损的兰新客专复旧整治工程顺利完工，并通过验收，甘肃、青海两省间的兰新客专浩门至张掖段恢复正常运行条件。据西宁火车站官方微博发布，2022年9月15日17时25分，西宁市城北区二十里铺镇九家湾村发生山体滑坡，山体滑坡据兰新客专线路25米，按照青海省防灾指挥部要求，西宁至大通间铁路暂停运营，受此影响该区间运行列车在运行途中折返始发站，在此期间西宁至张掖西区间仍然处于停运状态。
2022年10月4日，新疆乌鲁木齐发布关于乌鲁木齐市严防疫情风险外溢工作措施的公告，各区县人员暂不离乌，暂停全疆离疆客运列车，兰新高铁出疆列车即日起停止运行。12月1日，兰新客专出疆列车逐步恢复开行。
2023年5月17日，兰新客专震灾复旧项目铺轨工程开始施工，铺轨长度为10.459公里。同年7月1日，兰新客专蘭州西至張掖段恢復通車，蘭州西至西寧段同時提速至最高時速250km/h運行，同時部分來往新疆至內地的普速列車改經兰新客专行走，以增加既有蘭新鐵路的貨運能力。

## 维护
兰新二线由于经过路段地形条件复杂，投入运营后多个路段曾出现因盐渍土地、大温差、极端低温而导致的路基溶陷、变形、沉降、冻胀、道床板混凝土开裂等病害。

### 张家庄隧道地质严重灾害问题

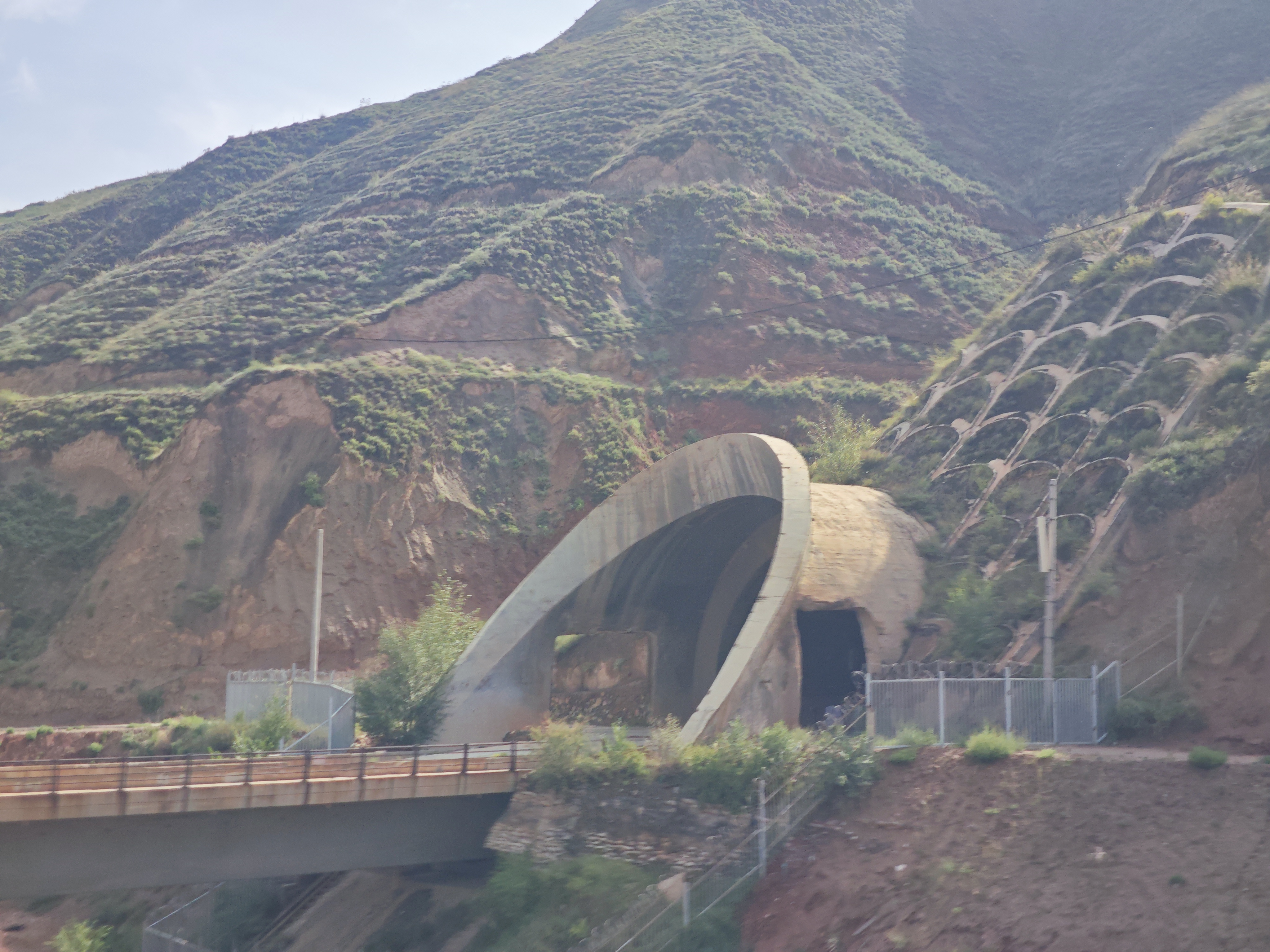
已废弃的张家庄隧道西入口（2024年）

张家庄隧道位于青海省乐都县境内、民和南站至海东站区间，为全长3769米的双线隧道。隧道洞身地层岩性为泥岩夹砂岩，局部为石膏岩，地表覆盖层为黄土。2016年1月18日张家庄隧道所在山体开裂，受此影响，经由这路段的列车暂停运行或改经兰青铁路或者兰新铁路运行。经过三个月抢修，该路段于2016年5月1日恢复运行。
2016年7月15日，连续降雨张家庄隧道路基受损，部分列车迂回运输，动车单线运行，2016年9月恢复，但通过速度一直限速60km/h。
2018年12月24日，张家庄隧道所在山体发生变形，次日（12月25日）恢复运行。但同日（12月25日）下午16时44分，张家庄隧道所在山体再次发生变形，铁路部门遂决定启动封锁线路并组织全面排查隧道病害，途径兰州西至西宁区间列车全部改线至既有兰青铁路运行，隧道附近路段和海东西、海东、民和南三站关闭。2020年10月11日，兰州西至西宁段恢复运行。
2021年6月1日，因地质灾害影响，西宁至兰州段需再次绕经兰青铁路运行。
2022年1月8日青海门源6.9级地震导致兰新高铁浩门至山丹军马场区间隧道群局部塌方。兰新高铁部分区段因地震中断运行。青海门源地震发生后，铁路部门立即启动应急预案，对沿线线路及设备进行检查检修，发现兰新高铁浩门至山丹军马场区间隧道群受损严重。张家庄隧道再次进入检修期。途径青海的所有动车列车停运，青海暂时了告别动车时代。该段线路上运行的普速列车也全部迁移到兰新铁路运营。
2022年2月26日，兰新客专地震灾害复旧及兰州至西宁段（青海省境内）达速提质工程开始招标，建设改建线路自既有张家庄隧道进口8000m半径圆曲线K1757+306.26处切圆引出，而后平面绕避滑坡体，新设高家湾隧道后至张家庄隧道出口南侧约30m出洞，接新建下沈家大桥，再向西接既有下沈家隧道洞身K1762+076.86。既有东村隧道和虎狼沟特大桥完全利用，改线长度5.22km。本线为客运专线铁路，双线设计，最小曲线半径1400m。张家庄隧道自此成为中国高铁第一个被废弃使用的隧道。
2022年3月24日，兰新高铁地震灾后复旧整治暨兰州至西宁段提质达速工程开工建设，改建长度5.22公里，其中新建隧道4.12公里，改建隧道0.69公里，工期579天，改建部分最小曲线半径为1400m，此次改建将极大影响列车通行运行速度，原有7000m的曲线半径运行标准可达350公里/小时，改线后该段动车运行速度预计只能在160公里/小时以内。同时同步实施对西宁至张掖段实施大梁隧道、祁连山隧道原位复旧整治工程和硫磺沟大桥重建工程。

## 事故
2011年4月20日凌晨4时，兰新铁路第二双线山丹军马场境内隧道发生坍塌事故，正在进行喷射混凝土施工的中铁二局第一工程有限公司10名现场作业人员失踪（最终死亡），2人当场死亡。事故发生后甘肃省和铁道部、国家安全生产应急救援指挥中心有关负责人及时赶赴现场组织救援。

## 车站
| 兰新客运专线 |                   |                  |                |                    |            | |                                                         |                                 |
| 车站         | 运价里程 （公里） | 所在地           | 所在地         | 所在地             | 到发线数目 | 连接铁路                                                                                               | 城市轨道交通换乘路线                                    | 备注                            |
| 兰州西站     | 0                 | 甘肃省           | 兰州市         | 七里河区           | 13台26线   | 兰新铁路（直达特快列车全部直通） 徐兰客运专线（少数CRH动车组直通） 兰张高速铁路 兰天城际铁路（规划中） | 兰州轨道交通1号线 兰州轨道交通2号线                     |                                 |
| 陈家湾西站   | 50                | 甘肃省           | 临夏回族自治州 | 永靖县             | 1台4线     | |                                                         | 越行站                          |
| 民和南站     | 87                | 青海省           | 海东市         | 民和回族土族自治县 | 2台4线     | |                                                         |                                 |
| 海东站       | 132               | 青海省           | 海东市         | 乐都区             | 2台4线     | |                                                         |                                 |
| 海东西站     | 163               | 青海省           | 海东市         | 平安区             | 2台4线     | |                                                         |                                 |
| 西宁站       | 188               | 青海省           | 西宁市         | 城东区             | 9台21线    | 兰青铁路 青藏铁路 宁大铁路                                                                             | 西宁轨道交通1号线（计划中）                             | 经由本线的 直达特快列车停靠车站 |
| 大通西站     | 231               | 青海省           | 西宁市         | 大通回族土族自治县 | 2台4线     | |                                                         |                                 |
| 门源站       | 286               | 青海省           | 海北藏族自治州 | 门源回族自治县     | 2台4线     | |                                                         |                                 |
| 浩门站       | 304               | 青海省           | 海北藏族自治州 | 门源回族自治县     | 1台4线     | |                                                         | 未开通                          |
| 山丹马场站   | 367               | 甘肃省           | 张掖市         | 山丹县             | 2台4线     | |                                                         |                                 |
| 民乐站       | 421               | 甘肃省           | 张掖市         | 民乐县             | 2台4线     | |                                                         |                                 |
| 张掖西站     | 485               | 甘肃省           | 张掖市         | 甘州区             | 3台7线     | 兰张高速铁路                                                                                           |                                                         | 经由本线的 直达特快列车停靠车站 |
| 临泽南站     | 520               | 甘肃省           | 张掖市         | 临泽县             | 2台4线     | |                                                         |                                 |
| 高台南站     | 556               | 甘肃省           | 张掖市         | 高台县             | 2台4线     | |                                                         |                                 |
| 清水北站     | 615               | 甘肃省           | 酒泉市         | 肃州区             | 2台4线     | |                                                         |                                 |
| 酒泉南站     | 676               | 甘肃省           | 酒泉市         | 肃州区             | 3台7线     | |                                                         | 经由本线的 直达特快列车停靠车站 |
| 嘉峪关南站   | 697               | 甘肃省           | 嘉峪关市       | 嘉峪关市           | 3台7线     | 嘉峪关南联络线                                                                                         |                                                         |                                 |
| 清泉南站     | 766               | 甘肃省           | 酒泉市         | 玉门市             | 1台4线     | |                                                         | 未开通                          |
| 玉门站       | 823               | 甘肃省           | 酒泉市         | 玉门市             | 4台9线     | 兰新铁路                                                                                               |                                                         | 经由本线的 直达特快列车停靠车站 |
| 柳沟南站     | 891               | 甘肃省           | 酒泉市         | 瓜州县             | 1台6线     | 柳沟南联络线                                                                                           |                                                         | 未开通                          |
| 石板墩南站   | 941               | 甘肃省           | 酒泉市         | 瓜州县             | 1台4线     | |                                                         | 未开通                          |
| 柳园南站     | 986               | 甘肃省           | 酒泉市         | 瓜州县             | 2台4线     | |                                                         |                                 |
| 大泉南站     | 1022              | 甘肃省           | 酒泉市         | 瓜州县             | 1台4线     | |                                                         | 未开通                          |
| 红柳河南站   | 1068              | 甘肃省           | 酒泉市         | 敦煌市             | 1台4线     | |                                                         | 未开通                          |
| 思甜南站     | 1129              | 新疆维吾尔自治区 | 哈密市         | 伊州区             | 1台4线     | |                                                         | 未开通                          |
| 烟墩东站     | 1170              | 新疆维吾尔自治区 | 哈密市         | 伊州区             | 1台4线     | |                                                         | 未开通                          |
| 盐泉北站     | 1198              | 新疆维吾尔自治区 | 哈密市         | 伊州区             | 1台4线     | |                                                         | 未开通                          |
| 哈密站       | 1247              | 新疆维吾尔自治区 | 哈密市         | 伊州区             | 5台13线    | 兰新铁路                                                                                               |                                                         | 经由本线的 直达特快列车停靠车站 |
| 柳树泉南站   | 1312              | 新疆维吾尔自治区 | 哈密市         | 伊州区             | 1台4线     | |                                                         | 未开通                          |
| 了墩北站     | 1359              | 新疆维吾尔自治区 | 哈密市         | 伊州区             | 1台4线     | |                                                         | 未开通                          |
| 红层南站     | 1404              | 新疆维吾尔自治区 | 哈密市         | 伊州区             | 1台5线     | |                                                         | 未开通                          |
| 小草湖西站   | 1450              | 新疆维吾尔自治区 | 吐鲁番市       | 鄯善县             | 1台5线     | |                                                         | 未开通                          |
| 吐哈站       | 1496              | 新疆维吾尔自治区 | 吐鲁番市       | 鄯善县             | 2台6线     | |                                                         | 经由本线的 直达特快列车停靠车站 |
| 鄯善北站     | 1528              | 新疆维吾尔自治区 | 吐鲁番市       | 鄯善县             | 2台5线     | |                                                         | 经由本线的 直达特快列车停靠车站 |
| 胜金北站     | 1573              | 新疆维吾尔自治区 | 吐鲁番市       | 高昌区             | 1台4线     | |                                                         | 未开通                          |
| 吐鲁番北站   | 1619              | 新疆维吾尔自治区 | 吐鲁番市       | 高昌区             | 3台8线     | |                                                         | 经由本线的 直达特快列车停靠车站 |
| 大河沿站     | 1648              | 新疆维吾尔自治区 | 吐鲁番市       | 高昌区             | 1台6线     | 大河沿联络线                                                                                           |                                                         | 不办理客运业务                  |
| 盐湖西站     | 1717              | 新疆维吾尔自治区 | 乌鲁木齐市     | 乌鲁木齐县         | 1台4线     | |                                                         | 未开通                          |
| 乌鲁木齐南站 | 1777              | 新疆维吾尔自治区 | 乌鲁木齐市     | 沙依巴克区         | 5台15线    | 兰新铁路 北疆铁路                                                                                      | 乌鲁木齐地铁3号线（计划中）                             |                                 |
| 乌鲁木齐站   | 1786              | 新疆维吾尔自治区 | 乌鲁木齐市     | 沙依巴克区         | 9台18线    | 北疆铁路                                                                                               | 乌鲁木齐地铁2号线（计划中） 乌鲁木齐地铁4号线（计划中） | 经由本线的 直达特快列车停靠车站 |